# 서동역
서동역(Seo-dong station, 書洞驛)은 대한민국 부산광역시 금정구 서동에 있는 부산 도시철도 4호선의 전철역이다.

## 역사
- 2011년 3월 30일 : 부산 도시철도 4호선 개통과 함께 영업 개시

## 역 구조
승강장은 2면 2선의 상대식 승강장을 갖추고 있고, 스크린도어가 설치되어 있다.

### 승강장
| 명장 ↑ |
| \| 상  |
| ↓ 금사 |

| 상행 | ● 부산 도시철도 4호선 | 충렬사 · 수안 · 동래 · 미남 방면         |
| 하행 | ● 부산 도시철도 4호선 | 반여농산물시장 · 석대 · 고촌 · 안평 방면 |

- 대합실을 통해, 반대편 승강장으로 이동이 가능하다.

## 역 주변
- 금사사거리
- 서 2동 행정복지센터
- 서동미로시장
- 서 2 치안센터
- 동상초등학교
- 서동삼한아파트
- 명서초등학교
- 온천장역 방면

## 승차량 변동
| 노선  | 승차 인원 | 승차 인원 | 승차 인원 | 승차 인원 | 승차 인원 | 승차 인원 | 주 석 |
| 노선  | 2011년    | 2012년    | 2013년    | 2014년    | 2015년    | 2016년    | 주 석 |
| ----- | --------- | --------- | --------- | --------- | --------- | --------- | ----- |
| 4호선 | 1764      | 1908      | 2007      | 2113      | 2230      | ?         | [ 1 ] |

## 인접한 역
| 부산 도시철도 4호선 | 부산 도시철도 4호선   | 부산 도시철도 4호선 |
| ------------------- | --------------------- | ------------------- |
| 406 명장 미남 방면  | ● 부산 도시철도 4호선 | 408 금사 안평 방면  |